# Guardia Real
Guardia Real är det spanska kungliga livgardet.

## Uppdrag

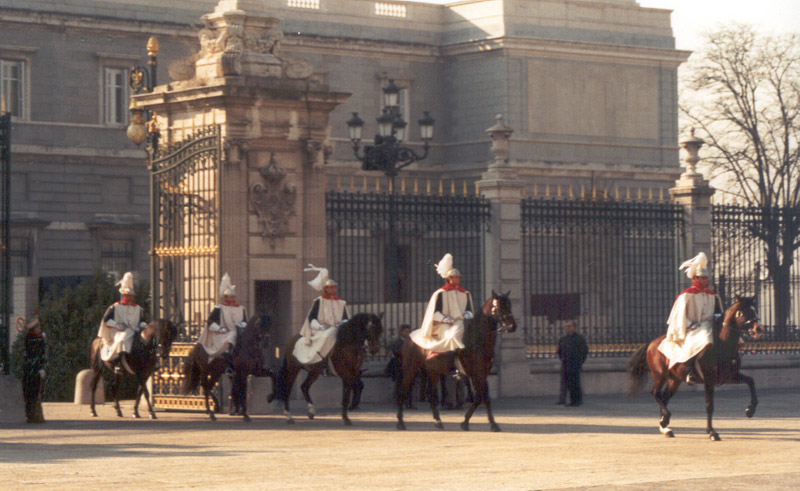
Beriden trupp ur Guardia Real

- Parad- och eskortförband för Hans Majestät Konungen av Spanien och den Kungliga Familjen.
- Parad- och eskortförband för besökande statschefer.
- Personskydd för den Kungliga Familjen och besökande statschefer
- Objektsskydd för de kungliga palatsen.
- Högtidlig vaktavlösning vid Palacio de Oriente, i Madrid.

## Organisation
Överste och chef
- Stab

Stabsbataljon
- Bataljonsstab
- Stabskompani
- Bevakningspluton
- Signalkompani
- Utbildningsdepå
- Själavårdspersonal

Eskortbataljon
- Bataljonsstab
- Kombinerat kompani

Hillebardiärpluton
Motorcykelpluton
Hundförarpluton
- Gardeskompani
- Kunglig eskortskvadron
- Kungliga batteriet

Ceremonibataljon
- Bataljonsstab

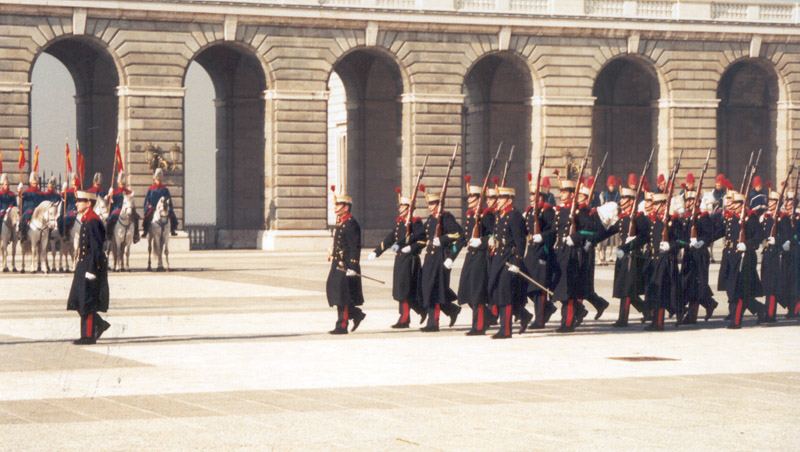
Högtidlig vaktavlösning vid Palacio de Oriente

- Kompani “Monteros de Espinosa” (representerar armén)
- Kompani “Mar Oceano” (representerar marinen)
- Grupp “Plus Ultra” (representerar flygvapnet)

Underhållsbataljon
- Bataljonsstab
- Förplägnadskompani
- Tekniskt kompani
- Transportkompani
- Medicinsk ledning

Gardesmusik
- Stab
- Symfoniorkester
- Militärmusikkår
- Flöjt- och säckpipepluton
- Brassband
- Kammarensemble